# 中国女子バスケットボールリーグ
中国女子バスケットボールリーグ（中國女子籃球甲級聯賽、簡:中国女子篮球甲级联赛、英: Women's Chinese Basketball Association、略称：WCBA）は、中華人民共和国の国内女子バスケットボールリーグ。
2002年に中国プロバスケットボールリーグ協力の元で発足した。中国女子バスケットボール協会の略称「WCBA」をこのリーグ名として使用することが多い。

## 現在の所属チーム（2016-2017）
- 北京首鋼長城（北京首钢长城）
- 新疆沃疆（新疆沃疆）
- 上海宝山大華（上海宝山大华）
- 広東マルコポーロ（广东马可波罗）
- 瀋部丹東裕龍（沈部丹东裕龙）
- 八一広博文具（八一广博文具）
- 山西烈焔竹葉青（山西烈焰竹叶青）
- 遼寧忠大鋁業飛鷹（辽宁忠大铝业飞鹰）
- 河南伊川農商銀行（河南伊川农商银行）
- 山東体育彩票（山东体育彩票）
- 黒龍江大慶農商行（黑龙江大庆农商行）
- 四川金強藍鯨（四川金强蓝鲸）

## 歴代王者
- 2002 - 八一広博
- 2002/03 - 八一広博
- 2003/04 - 八一広博
- 2004/05 - 八一広博
- 2005/06 - 遼寧衡業
- 2006/07 - 遼寧衡業
- 2007/08 - 八一広博
- 2008/09 - 遼寧衡業
- 2009/10 - 遼寧衡業
- 2010/11 - 瀋部三洋エレベーター
- 2011/12 - 北京金隅長城
- 2012/13 - 山西烈焔
- 2013/14 - 山西烈焔
- 2014/15 - 山西烈焔
- 2015/16 - 北京金隅長城